# Mennybemenetel fatemplom (Henkeres)
A henkeresi Mennybemenetel fatemplom műemlékké nyilvánított épület Romániában, Bihar megyében. A romániai műemlékek jegyzékében a BH-II-m-B-01159 sorszámon szerepel.